# Prosegur
Prosegur SA, Cia de Seguridad, coneguda com a Prosegur, és una empresa de serveis globals de seguretat fundada el 1976, i que el 1987 es convertí en la primera empresa espanyola de seguretat que cotitza a la Borsa de Madrid. És la tercera companyia mundial en el sector de la seguretat privada.

## Història

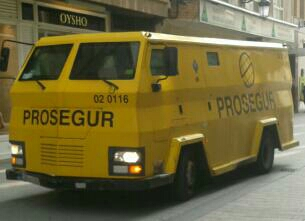
Vehicle blindat de transport de la Companyia

Prosegur va ser fundada el 1976 per l'empresari argentí Herberto Gut Beltramo (1946-1997) amb un modest capital aportat pels Juncadella (34%) i els bancs de Madrid i Progreso. Quatre anys més tard, el 1980, l'empresa obrí la primera delegació a Lisboa la seva primera delegació, i el 1982, Gut va comprar la resta del capital. Això va marcar l'inici d'una política d'adquisicions d'altres empreses del sector, com ara Esabe, líder en aquell moment, i la filial espanyola de la multinacional Wells Fargo.
Prosegur, asociada des del 1977 amb ADT, líder mundial en seguretat electrònica, va apostar per àrees no explotades fins aleshores: grans superficies, centrals eléctriques i altres instal·lacions industrials i va aconseguir clients com El Corte Inglés o General Motors. L'empresa va créixer rápidamenti va iniciar una política de compra d'empreses a Espanya, Europa i Iberoamèrica. El 1987, va començar a cotitzar a la Borsa de Madrid i es va convertir en líder del sector a l'estat espanyol.
Així mateix, al llarg de les següents dècades, i mitjançant una política d'adquisicions, entra als mercats de Portugal, Brasil, Argentina, Colòmbia, Mèxic, Xile, Uruguai, França, Luxemburg, Perú, Singapur, Paraguai, Alemanya, Xina i Índia. El 2013, l'empresa entrà al mercat australià. El 2014, Prosegur va ser l'única del sector de la seguretat inclosa en el rànquing de les 100 empreses amb major reputació corporativa d'Espanya, presentat pel Monitor Empresarial de Reputació Corporativa (Merco).

### Controvèrsies
El 2013, Prosegur va ser objecte d'una queixa davant l'OCDE, al·legant infraccions greus i contínues als drets humans i sindicals en tota Amèrica del Sud. El juliol de 2017, el Punt Nacional de Contacte (PNC) espanyol va comunicar el tancament del cas amb la publicació d'un informe final. En l'escrit, el PNC assenyalava a UNI Global Union que havia d'«atenir-se estrictament a les Línies Directrius de l'OCDE quan presenti un cas específic, ja que alguns dels problemes suscitats formen part de la negociació normal entre empresa i sindicats, anant més enllà de les funcions pròpies del PNC». D'altra banda, recomanava a Prosegur de realitzar una nova diligència deguda en matèria de drets humans com a complement als mecanismes que la companyia ja té establerts.

## Serveis
Compta amb tres unitats de negoci: solucions integrals de seguretat (SIS), logística de valors i gestió d'efectiu, i alarmes. Aquests àmbits de la seguretat privada, al seu torn, engloben molts altres serveis com a serveis fixos de seguretat, protecció personal, solució integral de caixers, sistemes de protecció contra incendis, serveis de consultoria i serveis de manteniment.

## Fundació Prosegur
La Fundació Prosegur és una entitat sense ànim de lucre que canalitza l'Acció Social i Cultural de Prosegur, amb l'objectiu d'ajudar a construir una societat més solidària i amb menys desigualtats. Aquesta entitat duu a terme projectes socials que responen a les demandes reals de les comunitats on la Companyia està present, promouen la formació de les noves generacions i fomenten la inclusió soci – laboral de les persones amb discapacitat intel·lectual.
Iniciatives com Piecitos Colorados (projecte de Cooperació al Desenvolupament a Amèrica Llatina), les Becas Talento Prosegur, Tu Seguridad, Nuestro Compromiso i altres programes enfocats a la inclusió social i laboral de persones amb discapacitat intel·lectual, van aconseguir beneficiar directament 32.900 persones el 2014.